# Megachile sculpturalis
Mégachile géante
Espèce
Megachile sculpturalis, la Mégachile géante, est une espèce d'abeilles coupeuses de feuilles de la famille des Megachilidae. Originaire de l'Est de l'Asie, cette grande abeille est considérée comme invasive à l'Est de l'Amérique du Nord et en Europe.

## Noms vernaculaires
En français, l'espèce est nommée de son nom vernaculaire normalisé Mégachile géante,.
En anglais, elle est nommée Giant Leafcutter Bee (littéralement « abeille coupeuse de feuilles géante »), Sculptured Resin Bee (littéralement « abeille résinière sculptée ») et Giant Resin Bee (littéralement « abeille résinière géante »).

## Description
Megachile sculpturalis a un corps qui peut atteindre une longueur d'environ 19–22 mm chez les mâles, tandis que les femelles sont généralement plus grandes, atteignant environ 21–25 mm. Elle est beaucoup plus grosse que la plupart des autres abeilles coupeuses de feuilles, les Mégachiles. Leur corps est cylindrique. Les mâchoires sont grandes et les ailes transparentes, avec une couleur brune qui s'assombrit vers les extrémités. La tête et l'abdomen sont principalement noirs. L'abdomen est plutôt brillant et sans poils, tandis que le thorax est couvert d'une dense pubescence brun jaunâtre. Chez les mâles, l'abdomen est tronqué et carré, tandis que chez les femelles, il est presque effilé et pointu. La femelle a quatre mandibules dentées,.

## Biologie
Les adultes se rencontrent de juin à septembre. Ces abeilles solitaires sont connues pour faire leurs nids pendant l'été. Elles nichent dans des trous disponibles trouvés dans des structures en bois ou dans de petites crevasses entre les planches de bois et elles utilisent aussi souvent des cavités appartenant à des abeilles charpentières. Ils ne forent pas de trous dans le bois. Leurs cellules individuelles sont construites à l'aide de particules de bois et de boue. Ils fournissent à chaque cellule du pollen transporté sur la face inférieure de leur abdomen poilu. Ensuite, ils pondent dans chaque cellule un seul œuf. Les femelles utilisent également leurs grandes mâchoires pour collecter la résine, utilisée pour coiffer les cellules du couvain. Les larves hivernent à l'intérieur des cellules, consommant le pollen. Au printemps, ils se nymphosent et deviennent adultes au début de l'été.
Les principales plantes hôtes répertoriées sont Lathyrus latifolius et Sophora japonica (Fabaceae), les espèces Pycnanthemum (Lamiaceae), Lythrum salicaria (Lythraceae), Koelreuteria paniculata (Sapindaceae) et les espèces Buddleia (Scrophulariaceae).

## Distribution
Originaire du Japon et de la Chine, elle a été introduite dans l'Est des États-Unis et en Ontario, au Canada ces derniers temps. D'abord établi aux États-Unis au début des années 1990, des données de présence existent actuellement dans la plupart des États à l'est du fleuve Mississippi. Elle a aussi été introduite en Europe en 2009 à partir de l'Ouest de la France.

## Caractère invasif de l'espèce en Europe
L'espèce est considérée en Europe comme une espèce invasive. En 2020, elle est ainsi présente en Italie, en France, en Suisse, en Allemagne, en Hongrie, en Slovénie, en Autriche et en Espagne. Elle a été introduite accidentellement, probablement par l'importation de produits en bois ou d'autres matériaux de nidification potentiels.
En tant qu'invasive, elle a un impact négatif sur des espèces pollinisatrices locales, notamment les abeilles solitaires Xylocopa spp., Lithurgus spp., Osmia spp., Megachile lagopoda et certaines Anthidium spp. Ses effets négatifs sur les abeilles locales viennent entre autres d'une compétition pour les sites de nidification et les ressources alimentaires florales, la co-invasion avec des pathogènes et parasites touchant les abeilles locales, de la pollution génétique, des dégâts sur les constructions des abeilles locales.

## Systématique
L'espèce a été décrite pour la première fois en 1853 par l'entomologiste britannique Frederick Smith (1805-1879) sous le protonyme Lithurgus sculpturalis, 

### Publication originale
- (en) Frederick Smith, Catalogue of hymenopterous insects in the collection of the British museum : Part I. Andrenidae and Apidae, vol. 1, Londres, Taylor & Francis, 1853, 197 p. (lire en ligne), p. 181.

### Synonymie
Megachile sculpturalis a pour synonymes :
- Chalicodoma sculpturalis (Smith, 1853)
- Lithurgus sculpturalis Smith, 1895
- Megachile doederleinii Friese, 1898
- Megachile koreensis Radoszkowski, 1890

## Galerie

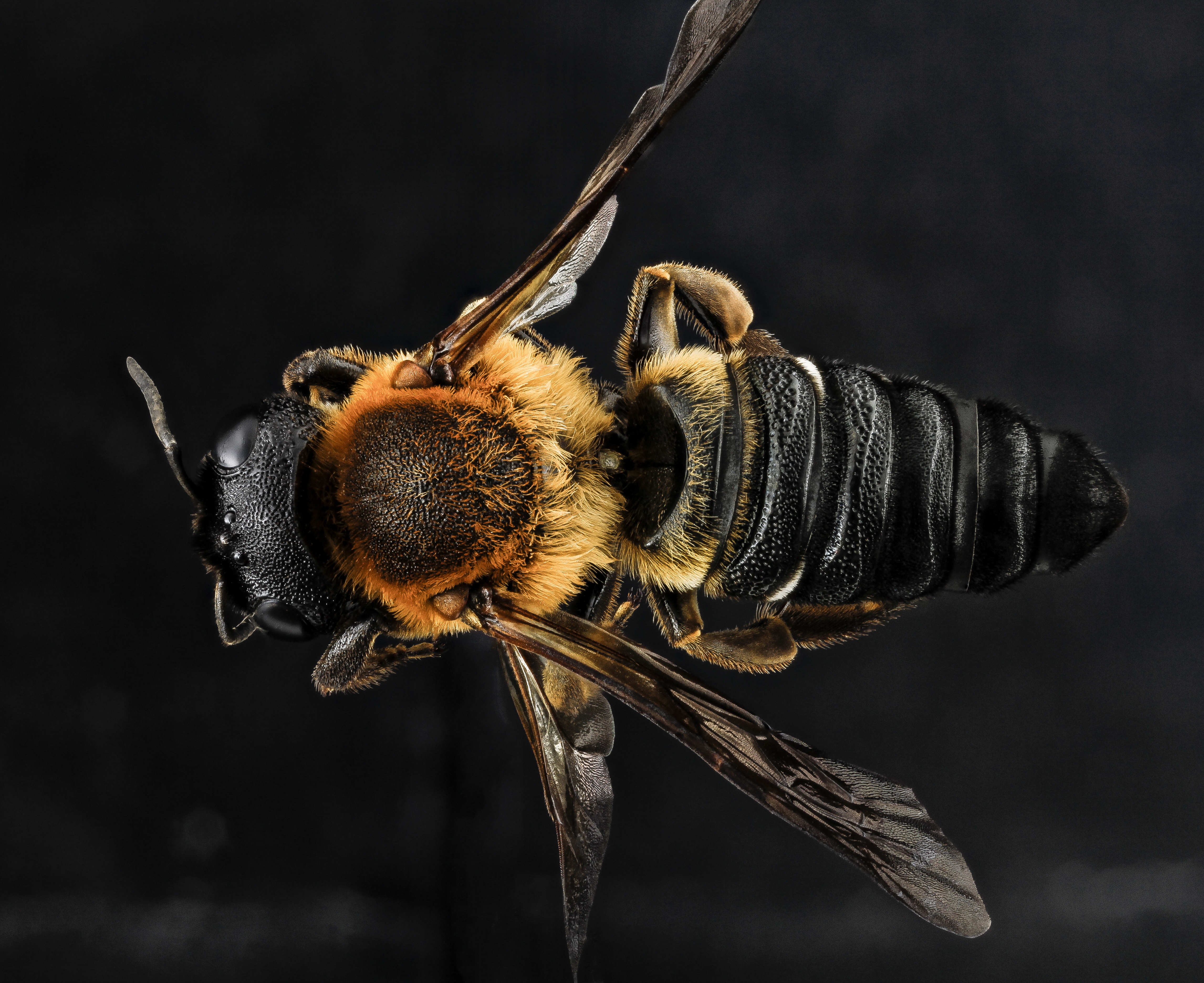
Spécimen monté. Femelle, vue dorsale.
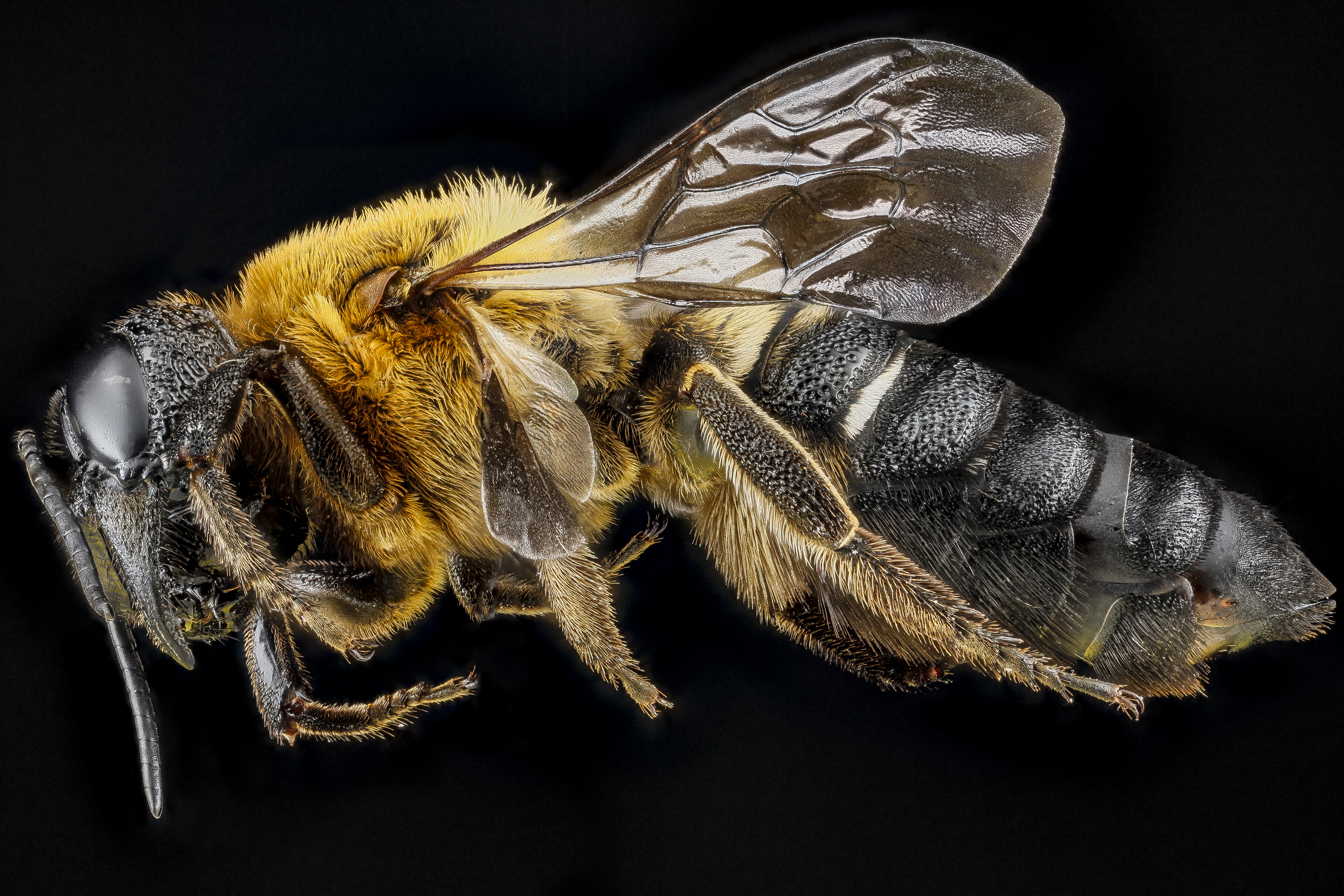
Vue de côté.
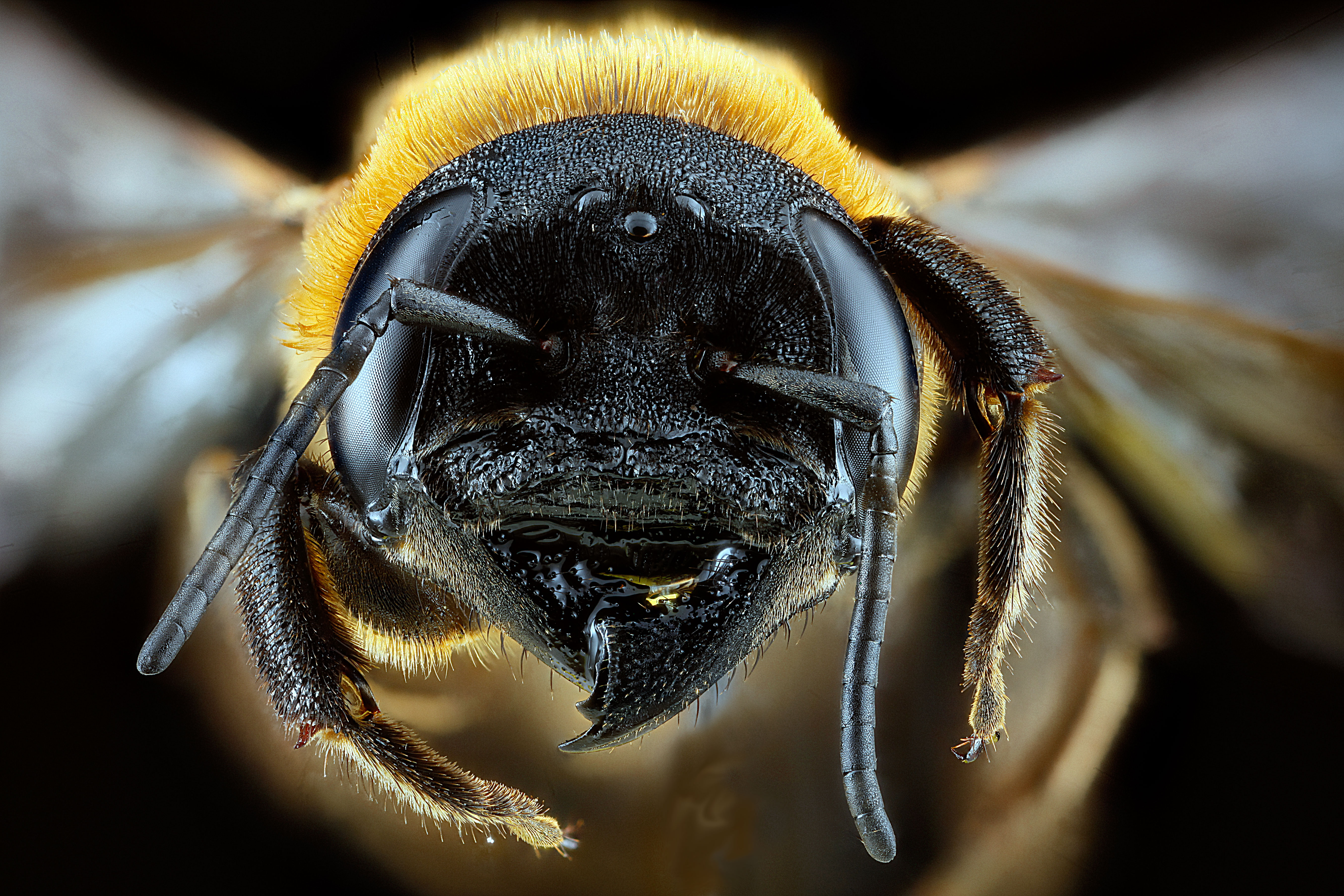
Gros plan sur la tête.